# Абдалла Абдуррахман ат-Тани
Абдалла ат-Тани (араб.  عبد الله الثني‎; род. 7 января 1954, Кано) — ливийский политический и государственный деятель,  премьер-министр восточного правительства Ливии с 2014 года.

## Биография

### Молодые годы и карьера
Абдалла Абдуррахман ат-Тани родился 7 января 1954 года в городе Кано в Нигерии, где работал его отец.
В 1980 годах, при правлении Муаммара Каддафи был политзаключённым, а его брат, пилот ВВС Ливии, бежал из страны во время конфликта с Чадом.
В правительстве премьер-министра Ливии Али Зейдана занимал должность министра обороны. В ночь на 24 сентября 2013 года боевики остановили машину 26-летнего Мохаммеда ат-Тани, сына Абдаллы, в районе Сирадж на западе Триполи. Его пересадили в другой автомобиль и похитили. 14 января 2014 года после четырёхмесячного плена похитители отпустили Мохаммеда ат-Тани. Об этом сообщил без раскрытия подробностей глава парламентского комитета национальной безопасности Салех Гавида.

### На посту премьер-министра
11 марта 2014 года Всеобщий национальный конгресс вынес вотум недоверия премьер-министру Ливии Али Зейдану, и Абдалла Абдуррахман ат-Тани был назначен временно исполняющим обязанности премьер-министра. Было объявлено, что Ат-Тани будет исполнять обязанности в течение 15 дней, до проведения парламентских выборов. 25 марта Всеобщий национальный конгресс продлил на две недели мандат Ат-Тани.
8 апреля 2014 года Всеобщий национальный конгресс официально поручил исполняющему обязанности премьер-министра Абдалле Абдуррахману Ат-Тани возглавить правительство с условием формирования кабинета министров в течение недели. 13 апреля Абдалла Абдуррахман ат-Тани подал в отставку с поста премьер-министра Ливии, после того, как он сам и его семья стали жертвами вооружённого нападения. В ночь с 12 на 13 апреля в Триполи неизвестные подвергли интенсивному обстрелу дом, в котором ат-Тани проживает со своей семьёй. В результате атаки никто не пострадал. В прошении, направленном депутатам Всеобщего национального конгресса, ат-Тани сказал, что:
Я привержен интересам родины и не хочу, чтобы различные стороны вступали в борьбу, в которой не будет победителя. Я не хочу быть причиной убийства ливийцами друг друга.
Объявлялось, что ат-Тани продолжит исполнять обязанности премьер-министра до тех пор, пока не будет назначен его преемник.
29 апреля во время выборов нового премьер-министра, вооружённые боевики ворвались в здание Всеобщего национального конгресса, открыли стрельбу, и таким образом захватили здание и сорвали голосование. Парламентарии спасались бегством, но несколько человек получили ранения. По итогам первого тура были отобраны два претендента. Предположительно, нападавшие являются сторонниками проигравшего кандидата. Второй тур должен состояться на следующей неделе.
4 мая новым премьер-министром был избран Ахмед Майтыг. 19 мая в правительстве ат-Тани предложили снова провести голосование по утверждению премьер-министра. 25 мая Всеобщий национальный конгресс Ливии 78 голосами снова избрал Ахмеда Майтыга на пост премьер-министра. 28 мая Конгресс официально известил ат-Тани о вынесении вотума доверия правительству Майтыга, но ат-Тани отказался покинуть свой пост. 3 июня ат-Тани заявил, что скоро покинет свой пост, заявив, что передать его Майтыгу готов лишь только после того, как во Всеобщем национальном конгрессе будет достигнуто взаимопонимание по поводу законности избрания Майтыга новым премьер-министром, либо же суд утвердит результаты голосования. Ранее, было объявлено, что Высший конституционный суд Ливии рассмотрит вопрос о легитимности назначения Майтыга. 5 июня Высший конституционный суд Ливии своим постановлением объявил, что избрание Ахмеда Майтыга премьер-министром незаконно, так как противоречит положениям Конституционной декларации. 9 июня Высший конституционный суд Ливии вынес окончательное необжалуемое решение о неконституционности избрания Майтыга. Во Всеобщем национальном конгрессе заявили о согласии с вердиктом, а на пресс-конференции в Триполи, Ахмед Майтыг сказал: «Я уважаю решение суда о незаконности моего назначения и подчиняюсь ему».
4 августа, после выборов, ат-Тани принял участие в церемонии открытия первого заседания Палаты представителей в Тобруке, на котором главой государства был избран Агила Салах Иса.
С 4 по 6 августа ат-Тани находился с визитом в США, куда приехал на Саммит лидеров стран Африки и встретился с президентом США Бараком Обамой, советником по национальной безопасности Сьюзан Райс и государственным секретарём Джоном Керри, равно как с лидерами других стран, в частности с премьер-министром Египта Ибрагимом Махлябом для обсуждения вопросов безопасности на границе.
27 августа в интервью ливийскому телеканалу «Ан-Набаа» министр промышленности Сулейман Али аль-Футури сообщил о добровольной отставке себя и министров водных ресурсов, планирования, юстиции, по делам мучеников и пропавших без вести, высшего образования и научных исследований, так как по его мнению, поддержав военную кампанию Халифы Хафтара против исламистов, «правительство приняло одну из сторон конфликта в Ливии. Мы пытались остаться, но премьер принял решение, не консультируясь с нами». Однако, позже пресс-секретарь правительства Ахмед аль-Амин заявил, что «информация об их отставке не соответствует действительности. В ближайшее время правительство опубликует соответствующее заявление». Через несколько часов, правительство во главе с ат-Тани подало в Палату представителей прошение об отставке, так как «согласно конституции Ливии, новый парламент должен сформировать кабинет министров, который претворит в жизнь чаяния народа и будет отстаивать интересы всех без исключения слоёв нашего общества. В его задачах также будет строительство стабильного и безопасного государства». Это произошло через три дня после того, как в Триполи, бывшие депутаты распущенного Высшего национального конгресса без кворума избрали своим премьер-министром Омара аль-Хаси, образовав Новый Всеобщий национальный конгресс, в результате в стране чего сложилось двоевластие.
1 сентября депутаты Палаты представителей на заседании в Тобруке поручили Абдалле Абдуррахману ат-Тани в качестве нового премьер-министра сформировать правительство. Между тем, исламисты в Триполи захватили разгромили резиденцию премьер-министра, министерство финансов, международный аэропорт Триполи, большинство административных зданий, а также пустующее посольство США. 11 сентября на заседании комитета по иностранным делам Палаты представителей Конгресса США первый заместитель помощника госсекретаря США по делам Ближнего Востока Джералд Файерстин заявил, что «после свержения Каддафи ливийский народ выражал большие надежды на построение нового государства на основе демократии, безопасности, стабильности, однако пришедшие к власти лидеры не выполнили своих задач и отвергли принципы диалога», а новое правительство оказалось «не в состоянии обеспечить безопасность в стране. В отсутствии дееспособного правительства вооружённые формирования и террористические группы ведут борьбу за власть и ресурсы Ливии, что уже привело к тому, что только за последние месяцы в стране погибли сотни гражданских лиц. Ситуация в Ливии перерастает в проблему, которая будет требовать долгосрочных обязательств со стороны Соединённых Штатов». Тем временем, ат-Тани сообщил о поставке из Катара и Судана самолётов с вооружением в аэропорт Триполи, захваченный исламистами, в связи с чем он заявил, что «мы предостерегаем Катар, а также Судан от вмешательства во внутренние дела Ливии и предупреждаем, что, если это не прекратится, мы пойдём на разрыв дипломатических отношений». ранее из страны был выслан военный атташе Судана. В ответ на заявления ат-Тани, заместитель министра иностранных дел Катара Мухаммед бен Абдалла ар-Румейхи, посоветовав впредь проверять достоверность информации перед тем, как делать какие-либо заявления, сказал, что «политика Государства Катар имеет чёткую и крепкую основу, которая заключается во взаимоуважении и невмешательстве во внутренние дела других стран».
17 сентября депутаты Палаты представителей отвергли проект состава правительства, предложенный ат-Тани, попросив сократить количество министров до 10, вместо 18 министров. 23 сентября 110 из 112 депутатов вынесли вотум доверия правительству из 12 министров с вакантным постом министра обороны. Между тем, в Триполи началось народное восстание против исламистов, а начальник генштаба Ливии Абдель Раззак ан-Натури объявил всеобщую готовность в преддверии «решающего штурма» Триполи. 28 сентября новое правительство было приведено к присяге в Тобруке. Как отметил председатель Палаты представителей Агила Салах Иса, «Палата будет взаимодействовать с новым кабинетом в соответствии с Конституцией».
В марте 2015 года, после начала военной интервенции в поддержку международно признанного правительства в Йемене, ат-Тани сравнил ситуацию в Ливии с ситуацией в Йемене, призвав Лигу арабских государств «восстановить законность» в его родной стране. 14 апреля, перед официальным визитом в Россию, в интервью агентству «Sputnik» ат-Тани заявил о том, что «мы хотим, чтобы Россия как великое государство, помогла в восстановлении стабильности и военной мощи Ливии. Это основная причина этого визита», добавив, что «мы пересмотрим некоторые контракты, которые были подписаны с предыдущим режимом в 2008 году, потому что они выгодны для обеих сторон. Есть несколько контрактов, которые мы хотели бы активизировать» (в апреле 2008 года тогдашний лидер Ливии Муаммар Каддафи и президент РФ Владимир Путин подписали договор, согласно которому Ливии был прощён долг в размере 4,5 млрд долларов США в обмен на несколько контрактов для российских компаний, самым крупным из которых стал договор правительства Ливии с РЖД о строительстве 500-километрового участка железной дороги Сирт—Бенгази). Во время визита ат-Тани, по словам посла РФ в Ливии Ивана Молоткова, стороны должны были обсудить вопросы двустороннего сотрудничества, ситуацию в Ливии и то, «как Россия может содействовать её урегулированию». Так, 15 апреля, на встрече с министром иностранных дел РФ Сергеем Лавровым, ат-Тани отметил, что «западные страны некоторое время назад помогли свергнуть предыдущий режим в Ливии. Тем не менее, они полностью разрушили потенциал ливийской армии и правоохранительных органов, оставив ливийцев без эффективных государственных институтов, армии и правоохранительных органов. Теперь, Запад должен взять на себя полную ответственность за этот хаос», вследствие чего сказал, что правительство Ливии рассчитывает на поддержку России по вопросу снятия эмбарго на поставки оружия. В свою очередь, Лавров заявил о «готовности России и далее оказывать содействие легитимному ливийскому руководству в деле укрепления органов государственной власти», добавив, что «мы активно содействуем международным усилиям, предпринимаемым для стабилизации обстановки в Ливии, и хотим подробно обсудить, каким образом можно более результативно двигаться к восстановлению территориальной целостности и суверенитета страны». Также, ат-Тани встретился с секретарём Совета безопасности РФ Николаем Патрушевым и министром внутренних дел РФ Владимиром Колокольцевым. Несмотря на то, что российская сторона согласилась оказать помощь в борьбе с терроризмом, договориться о немедленных поставках оружия не удалось, а новые контракты и вовсе не были заключены, однако была достигнута договорённость о продолжении строительства железной дороги Сирт-Бенгази. На пресс-конференции в штаб-квартире агентства «Россия сегодня», ат-Тани обвинил Запад в двойных стандартах в подходах к ситуациям в Йемене и Ливии, назвав их двумя разными определениями демократии, отметил, что в Ливии существует только одно законное и международно признанное правительство, избранное народом путём выборов, добавив, что если мы не получим оружие по официальным контрактам, то будем сотрудничать даже с дьяволом, чтобы защитить свой народ. Помимо этого он сказал, что от Ливии на парад победы 9 мая 2015 года в Москве будет послана делегация.
Вечером 26 мая, ат-Тани вместе с членами правительства покинул заседание парламента в Тобруке, услышав стрельбу снаружи и получив сообщение о том, что толпы вооружённых демонстрантов, протестующих против его политики, подожгли автомобиль у здания и готовятся к его штурму. При отъезде от парламента, конвой премьер-министра был перехвачен пятью автомобилями, из которых был открыт огонь. Кортежу удалось вырваться и оторваться от преследователей, и несмотря на то, что большое количество пуль попало в машину премьер-министра, ат-Тани не пострадал, но был ранен один из его телохранителей. В то же время силы безопасности оттеснили протестующих от здания парламента, и по словам представителей правительства, за неудавшимся покушением стояли племенные лидеры Тобрука, нанявшие боевиков за деньги. Позже, Верховный представитель Европейского союза по иностранным делам и политике безопасности Федерика Могерини отметила, что «вчерашнее террористическое нападение на премьер-министра Ливии Абдаллу ат-Тани является возмутительным покушением, ведущим к дальнейшей дестабилизации Ливии. К счастью, премьер-министр не пострадал при нападении. ЕС призывает все стороны в Ливии объединиться, чтобы справиться с попытками подорвать усилия по поиску политического соглашения».
11 августа 2015 года в эфире местного телевидения Абдалла ат-Тани в ответ на критику со стороны общественности заявил о решении подать в отставку и о намерении подать соответствующее заявление в Палату представителей. Однако вскоре пресс-секретарь правительства Хатем аль-Урэйби отметил, что «премьер-министр не подавал прошения об отставке. Он отказался от своего предыдущего заявления. Премьер-министр заявил во время интервью, что он уйдёт в отставку, если этого захочет народ. В этом вся суть».